# Катедрала Светог Павла
Катедрала Светог Павла (енгл. St Paul's Cathedral) у Лондону је катедрала Цркве Енглеске и седиште бискупа Лондона. Посвећена је апостолу Павлу, а налази се на Ладгејт Хилу, највишој тачки града. Данашња црква изграђена је у касном 17. веку.
Катедрала је једна од најпознатијих туристичких атракција Лондона. Висока је 111 метара и била је највиша зграда у Лондону од 1710. до 1962. године, док је купола једна од највећих на свету. Катедрала Св. Павла је друга највећа богомоља у Уједињеном Краљевству, после Катедрале у Ливерпулу.

## Историја
Прва катедрала изграђена је на овом месту 604. године. Пре данашње катедрале, ту су биле изграђене још три, од којих је последња изгорела у Великом пожару у Лондону 1666. године.

### Ренова катедрала
Градња садашње катедрале Светог Павла, чији је архитекта био сер Кристофер Рен, трајала је од 1675. до 1710. године. Ово је прва катедрала која је саграђена након енглеске реформације у 16. веку.
Катедрала је изграђена од портландског камена у стилу који одговара зрелој ренесанси или бароку. Купола је урађена по угледу на Базилику Светог Петра у Риму. Висока је 108 метара, односно 365 стопа - по једна стопа за сваки дан године. Захваљујући величини и изгледу, катедрала је постала значајна туристичка атракција Лондона.

### Новија историја
Године 2000. започео је велики пројекат ресторације, за који је планирано да буде завршен 2008. године. Планирана цена је 40 милиона фунти, а пројекат је обухватао поправке и чишћење зграде и уређење простора за посетиоце (приступ за особе са инвалидитетом, едукативне просторије и сл.).

## Национални значај
Катедрала Св. Павла заузима значајно место у националном идентитету Енглеза. У катедрали су одржане сахране лорда Нелсона, војводе од Велингтона и Винстона Черчила. Овде су прослављени јубилеји краљице Викторије и одржане службе мира поводом краја Првог и Другог светског рата. У Катедрали су се венчали Чарлс, принц од Велса, и леди Дајана Спенсер.